# Públio Calvísio Tulo Rusão
Públio Calvísio Tulo Rusão (em latim: Publius Calvisius Tullus Ruso) foi senador romano eleito cônsul em 109 com Aulo Cornélio Palma Frontoniano. Segundo a "História Augusta", teria sido cônsul uma segunda vez, provavelmente em 121. Era filho de Públio Calvísio Rusão, cônsul sufecto em 79. É conhecido principalmente por ter sido avô do imperador Marco Aurélio através de sua filha, Domícia Lucila, a Jovem.

## Família
Rusão casou-se com Domícia Lucila, a Velha, filha de Cneu Domício Cúrvio Lucano adotada pelo irmão dele, Cneu Domício Cúrvio Tulo numa manobra para assegurar a herança do rico Tito Curtílio Mância, cônsul em 55, o sogro de Lucano. O próprio Lucano morreu entre 93 e 94 e Domícia era viúva de um primeiro casamento na década de 80, do qual ela tinha vários filhos. O casamento dos dois ocorreu o mais tardar em 103 e Rusão acrescentou o elemento "Tulo" ao seu próprio nome também para garantir a herança de Tulo, que havia acabado de falecer.
Domícia e Rusão tiveram pelo menos uma filha, Domícia Lucila, a Jovem, que herdou a imensa fortuna de seus pais. Por volta de 118, ela se casou com Marco Ânio Vero, filho do consular Marco Ânio Vero e irmão da imperatriz Faustina, a Maior, esposa de Antonino Pio. Lucila e Vero tiveram dois filhos que chegaram à idade adulta, o futuro imperador Marco Aurélio, e Ânia Cornifícia Faustina. Lucila também era avó de Cômodo e criou em sua casa um outro futuro imperador, Dídio Juliano.